# Bitis armata
Bitis armata är en ormart som beskrevs av Smith 1826. Bitis armata ingår i släktet Bitis och familjen huggormar. Inga underarter finns listade.
Denna huggorm förekommer endemisk i Västra Kapprovinsen i Sydafrika.